# Južni Qi
Dinastija Južni Qi (kineski: 南齊朝/ 南齐朝, pinyin: Nán Qí cháo) je bila druga od Južnih dinastija Kine koja je postojala od 479. do 502. godine. 

## Povijest
Iako tek daleki rođaci, članovi dinastije Južni Qi i sljedeće dinastije Liang su pripadali obitelji Xiao (萧) iz Lanlinga (兰陵), u danađnjem okrugu Cangshan, Shandong.
Osnovao ju je Xiao Daocheng, general u službi prethodne dinastije Liu Song, koju je 479. godine svrgnuo i preuzeo prijestolje pod imenom car Gao. Iako su on i njegov nasljednik car Wu (koji je bio samo 13 godina mlađi) bili upamćeni kao sposobni vladari, dinastija nije dugo potrajala, jer je nakon Wuove smrti pogodila trajna politička nestabilnost. Nakon smrti Wuovog unuka Xiao Zhaoyea 494. god. prijestolje je preuzeo njegov rođak Xiao Luan, koji je u nastojanju da zadrži vlast, uz pomoć ministara (典签官), vršio krvave čistke među članovima obitelji i vodećim članovima državne uprave. Nakon što je pobio sve moguće nasljednike careva Gaoa i Wua, jako se razbolio i okrenuo ekstremnom taoizmu, noseći isključivo crvenu odoru. Na koncu je izdavao besmislene proglase poput naloga službenicima da mu pronađu srebrnu ribu (银鱼). Pokušaji njegovog sina, Xiao Baojuana, da nastavi istu politiku su doveli do niza pobuna, od kojih je ona pod generalom Xiao Yanom dovela do pada dinastije 501. god., a Xiao Yan preuzeo prijestolje kao car Wu, započevši novu dinastiju Liang.

## Vladari Južnog Qiana
| Postumno ime ( Shi Hao 諡號)                         | Prezime i ime                        | Razdoblje vladavine | Prijestolno ime (Nian Hao 年號) i odgovarajuće godine trajanja |
| ---------------------------------------------------- | ------------------------------------ | ------------------- | -------------------------------------------------------------- |
| Konvencionalno: Qi (prezime) + postumno ime          |                                      |                     |                                                                |
| Car Gao od Južnog Qija (Gao Di 高帝 gāo dì)          | Xiao Daocheng (蕭道成 xiāo dào chēng | 479. – 482.         | Jianyuan (建元 jiàn yuán) 479. – 482.                          |
| Car Wu od Južnog Qija (Wu Di 武帝 wǔ dì)             | Xiao Ze (蕭賾 xiāo zé)               | 482. – 493.         | Yongming (永明 yǒng míng) 483. – 493.                          |
| Princ Yulina (Yu Lin Wang 鬱林王 yù lín wáng)        | Xiao Zhaoye (蕭昭業 xiāo zhāo yè)    | 493. – 494.         | Longchang (隆昌 lóng chāng) 494.                               |
| Princ Hailinga (Hai Ling Wang (海陵王 hài líng wáng) | Xiao Zhaowen (蕭昭文 xiāo zhāo wén)  | 494.                | Yanxing (延興 yán xīng) 494.                                   |
| Car Ming od Južnog Qija - Ming Di (明帝 míng dì)     | Xiao Luan (蕭鸞 xiāo luán)           | 494. – 498.         | Jianwu (建武 jiàn wǔ) 494. – 498. Yongtai (永泰 yǒng tài) 498. |
| Markiz Donghuna - Dong Hun Hou (東昏侯 dōng hūn hóu) | Xiao Baojuan (蕭寶卷 xiāo bǎo juǎn)  | 499. – 501.         | Yongyuan (永元 yǒng yuán) 499. – 501.                          |
| Car He od Južnog Qija - He Di (和帝 hé dì)           | Xiao Baorong (蕭寶融 xiāo bào róng)  | 501. – 502.         | Zhongxing (中興 zhōng xīng) 501. – 502.                        |

## Poveznice
- Knjiga Južnog Qija, tekst koji predstavlja službenu povijest kineske dinastije Južni Qi, odnosno opisuje njezinu vladavinu od 479. do 502. god. u južnoj Kini

## Vanjske poveznice
- History of China:  A good collection of information on Chinese history  Arhivirana inačica izvorne stranice od 22. travnja 2017. (Wayback Machine) (engl.)